# Lake C Y O'Connor
Lake C Y O'Connor är en sjö i Australien. Den ligger i delstaten Western Australia, omkring 32 kilometer öster om delstatshuvudstaden Perth. Lake C Y O'Connor ligger 136 meter över havet. Arean är 4,4 kvadratkilometer. Den sträcker sig 5,8 kilometer i nord-sydlig riktning, och 7,5 kilometer i öst-västlig riktning.
I omgivningarna runt Lake C Y O'Connor växer huvudsakligen savannskog. Runt Lake C Y O'Connor är det ganska tätbefolkat, med 124 invånare per kvadratkilometer. Genomsnittlig årsnederbörd är 951 millimeter. Den regnigaste månaden är september, med i genomsnitt 168 mm nederbörd, och den torraste är februari, med 12 mm nederbörd.